# Хорам-Руд
Хорам-Руд (перс. خرم رود) — село в Ірані, у дегестані Дейламан, у бахші Дейламан, шагрестані Сіяхкаль остану Ґілян. За даними перепису 2006 року, його населення становило 166 осіб, що проживали у складі 41 сім'ї.

## Клімат
Середня річна температура становить 10,32°C, середня максимальна – 26,06°C, а середня мінімальна – -7,00°C. Середня річна кількість опадів – 403 мм.
| Клімат поселення                              | Клімат поселення | Клімат поселення | Клімат поселення | Клімат поселення | Клімат поселення | Клімат поселення | Клімат поселення | Клімат поселення | Клімат поселення | Клімат поселення | Клімат поселення | Клімат поселення | Клімат поселення |
| Показник                                      | Січ.             | Лют.             | Бер.             | Квіт.            | Трав.            | Черв.            | Лип.             | Серп.            | Вер.             | Жовт.            | Лист.            | Груд.            |                  |
| Середній максимум, °C                         | 4,95             | 5,96             | 8,93             | 14,93            | 19,65            | 24,05            | 26,06            | 26,00            | 22,90            | 18,91            | 12,21            | 7,14             |                  |
| Середня температура, °C                       | −1               | −0,01            | 2,96             | 8,97             | 13,68            | 18,06            | 20,72            | 20,65            | 17,55            | 13,57            | 6,86             | 1,81             |                  |
| Середній мінімум, °C                          | −7               | −5,98            | −3,01            | 3,00             | 7,72             | 12,10            | 15,39            | 15,32            | 12,21            | 8,24             | 1,54             | −3,54            |                  |
| Норма опадів, мм                              | 37               | 38               | 61               | 49               | 36               | 13               | 12               | 11               | 16               | 37               | 45               | 48               |                  |
| Середньомісячна швидкість вітру, м/с          | 2.00             | 2.52             | 2.79             | 3.06             | 2.52             | 2.30             | 2.21             | 2.02             | 1.90             | 1.84             | 2.18             | 1.90             |                  |
| Середньомісячна сонячна радіація, кДж/м²·день | 7608             | 10036            | 12546            | 16661            | 20637            | 23527            | 23518            | 20537            | 17366            | 12442            | 9252             | 7234             |                  |
| --------------------------------------------- | ---------------- | ---------------- | ---------------- | ---------------- | ---------------- | ---------------- | ---------------- | ---------------- | ---------------- | ---------------- | ---------------- | ---------------- | ---------------- |
| Джерело:                                      |                  |                  |                  |                  |                  |                  |                  |                  |                  |                  |                  |                  |                  |